# Chanteheux
Chanteheux ist eine französische Gemeinde mit 2.124 Einwohnern (Stand: 1. Januar 2022) im Département Meurthe-et-Moselle in der Region Grand Est (bis 2015 Lothringen); sie gehört zum Arrondissement Lunéville und zum Kanton Lunéville-2. Die Einwohner werden Cantenois genannt.

## Geografie
Chanteheux ist eine banlieue im Osten Lunévilles und liegt etwa 27 Kilometer ostsüdöstlich von Nancy. Im Norden begrenzt die Vezouze die Gemeinde. Umgeben wird Chanteheux von den Nachbargemeinden Jolivet im Nordwesten und Norden, Croismare im Nordosten und Osten sowie Lunéville im Süden und Westen.

## Bevölkerungsentwicklung
| Jahr      | 1962 | 1968 | 1975 | 1982 | 1990 | 1999 | 2006 | 2019 |
| Einwohner | 795  | 955  | 1272 | 1815 | 1746 | 1603 | 1765 | 2159 |

## Sehenswürdigkeiten
- Kirche Saint-Barthélémy aus dem 18. Jahrhundert
- Schloss von 1740, weitgehend zerstört
- Wasserturm

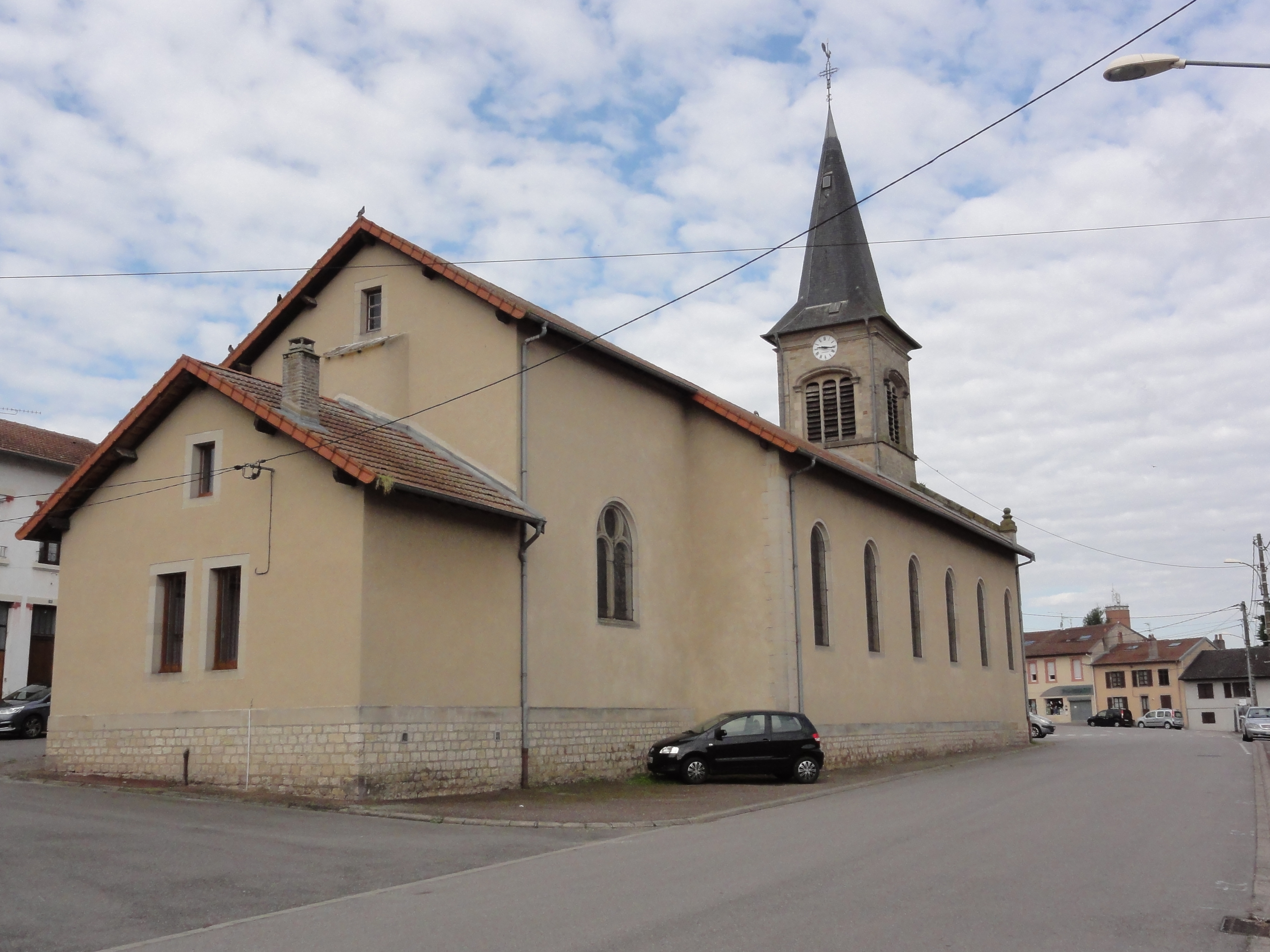
Kirche Saint-Barthélemy
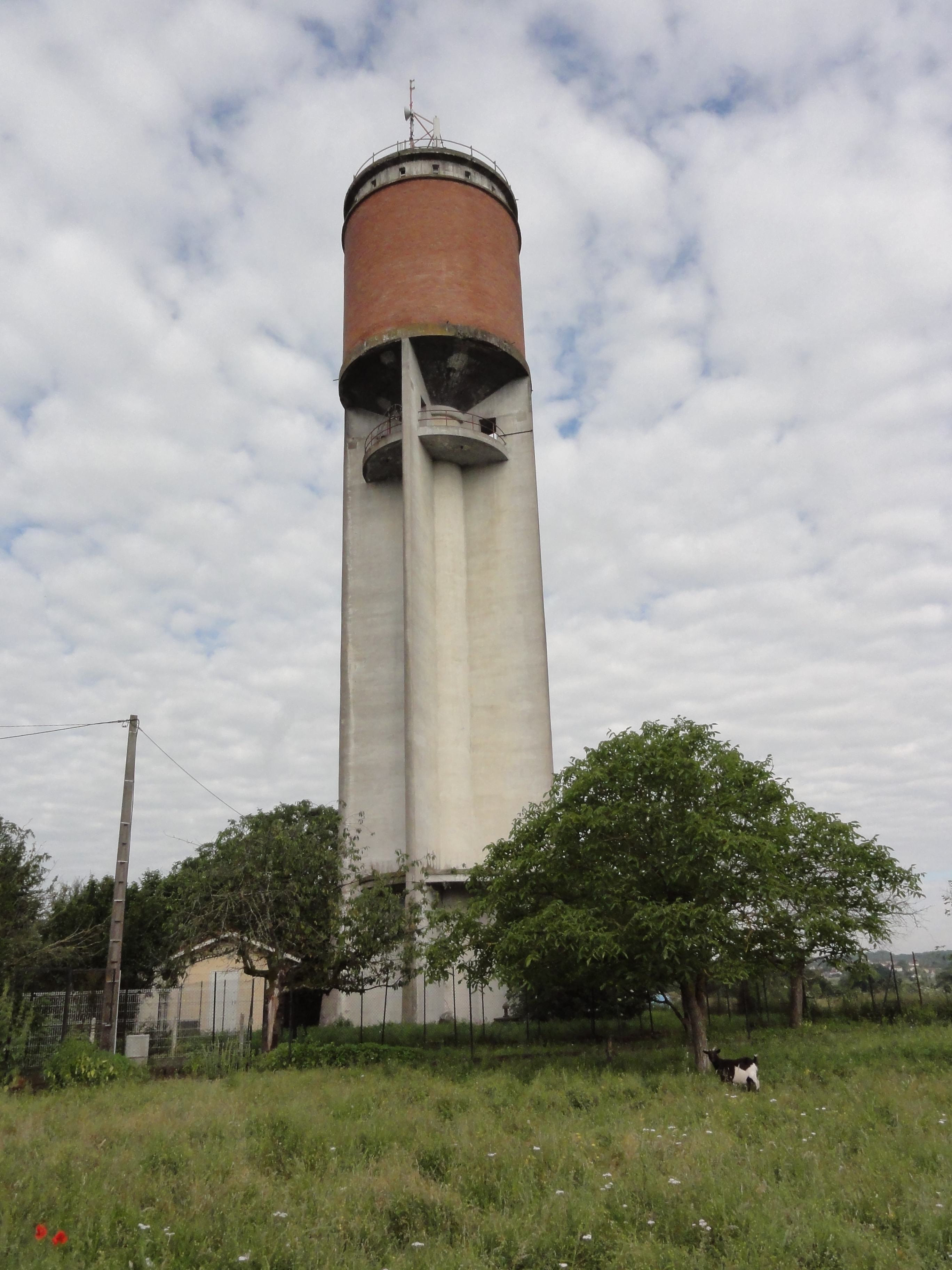
Wasserturm